# Thousand Islands National Park
Thousand Islands National Park (indtil 2013 St. Lawrence Islands nationalpark) er en nationalpark oprettet i 1904 i den  sydøstlige del af den canadiske provins Ontario. Parken ligger langs 1000 Islands Parkway i regionen Thousand Islands, en langstrakt øgruppe i Saint Lawrence River, kort efter udløbet fra Lake Ontario. Den er en del af biosfærereservatet Frontenac Arch Biosphere Reserve.
Parken består af 21 øer plus mange små holme, 2 områder på fastlandet og et besøgscenter ved  Mallorytown, Ontario. Den er en af  Canada's mindste nationalparker. Blandt de lidt større dyr findes ræve, hjorte, hulepindsvin og prærieulv.